# Tajfun Haiyan
Tajfun Haiyan (Yolanda) – tajfun 5. kategorii w skali Saffira-Simpsona, który przeszedł przez zachodnią część Oceanu Spokojnego na początku listopada 2013 roku. Był drugim najsilniejszym cyklonem tropikalnym pod względem średniej prędkości wiatru oraz jednym z najgłębszych układów niskiego ciśnienia w historii pomiarów meteorologicznych – średnia prędkość wiatru osiągała 312 km/h, pojedyncze porywy 376 km/h, a ciśnienie atmosferyczne spadło do 895 hPa.

## Historia meteorologiczna

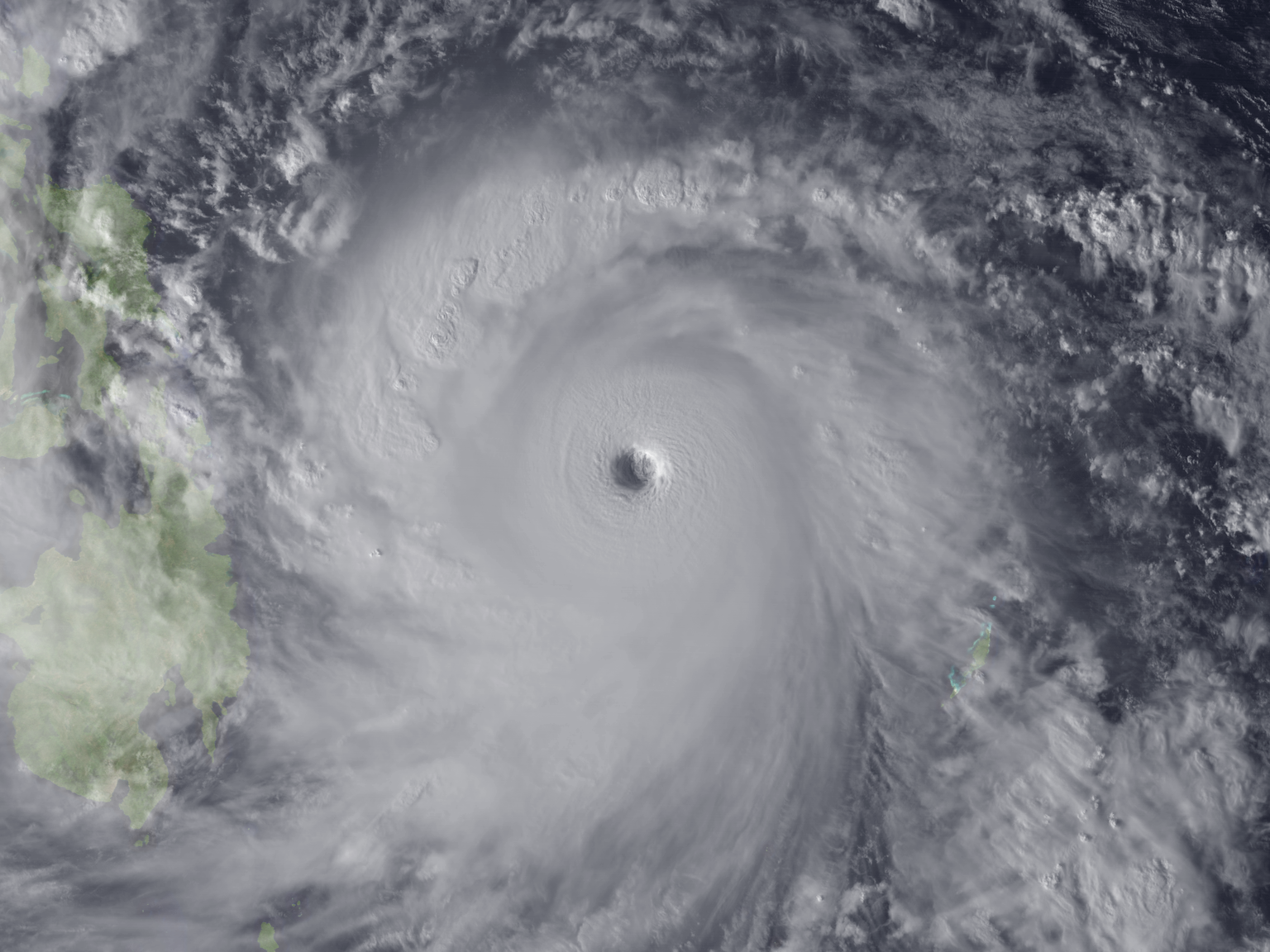
Tajfun Haiyan zbliżający się do Filipin

Animacja obrazów radarowych cyklonu wchodzącego na ląd

Tajfun Haiyan powstał 3 listopada 2013 roku na południowy wschód od wyspy Pohnpei należącej do Mikronezji. Status burzy tropikalnej osiągnął 4 listopada o 0:00 czasu uniwersalnego (1:00 czasu polskiego). Formacja przemieszczała się na zachód, jednocześnie rosnąc w siłę. 5 listopada nastąpił gwałtowny wzrost intensyfikacji cyklonu. Sztorm tropikalny w niewiele ponad dobę przerodził się w supertajfun. 5. kategorię w skali Saffira-Simpsona osiągnął około godziny 13:00 CET 6 listopada. Szczyt intensywności tajfunu przypadł na godzinę 19:00 CET dnia 7 listopada. Wiatr osiągał wtedy rekordową stałą prędkość – 315 km/h. Pojedyncze porywy wiatru wynosiły 376 km/h. Haiyan dość szybko przemieszczał się na zachód i 8 listopada o godzinie 21:40 czasu polskiego oko cyklonu weszło na ląd w okolicach miasta Tacloban, na wyspie Leyte. Na przełomie 8 i 9 listopada tajfun przeszedł przez środkową część Filipin, gdzie spowodował katastrofalne zniszczenia. Wiatr osiągał prędkość 235 km/h (w porywach do 275 km/h), zaś wysokość fal sięgała 15 metrów. Po przejściu przez archipelag stracił na sile. Zmienił kierunek przemieszczania na północno-zachodni. 10 listopada dotarł do wyspy Hajnan, a około 19:00 CET po raz drugi uderzył w ląd, na granicy Wietnamu i Chińskiej Republiki Ludowej jako cyklon 1. kategorii. Po wejściu na górzysty teren szybko rozproszył się i zanikł.

## Zniszczenia

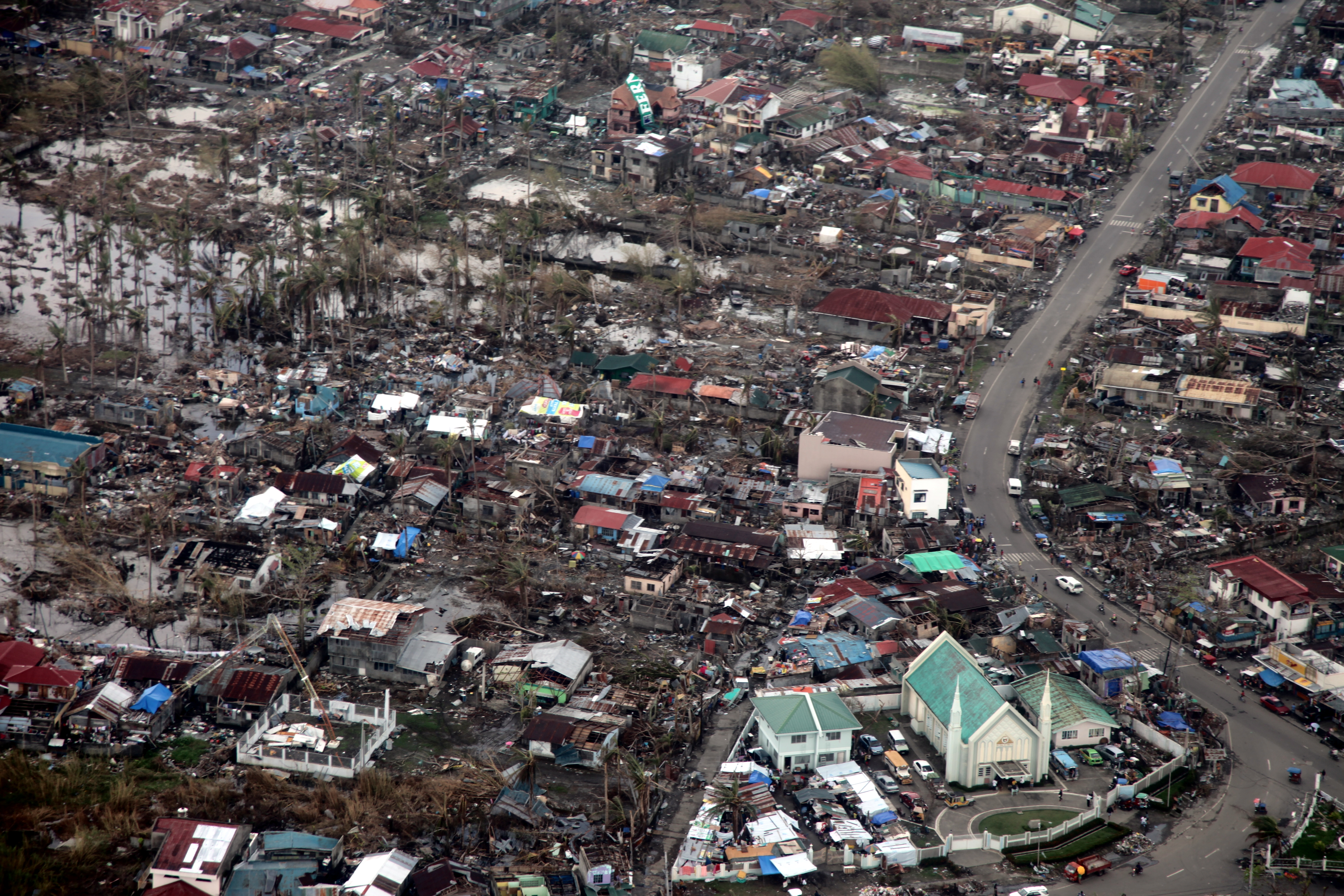
Zniszczenia w Tacloban

Mieszkańcy Filipin odbierający dostawy pomocy humanitarnej

Tajfun Haiyan okazał się tragiczny w skutkach – przeszedł do historii meteorologii jako najsilniejszy cyklon, jaki kiedykolwiek uderzył na ląd. Liczba potwierdzonych ofiar śmiertelnych przekroczyła 6300 osób, a dodatkowo wiele  tysięcy uznawanych jest za zaginione. Największe straty odnotowano w prowincji Leyte w środkowej części Filipin. Miasto Tacloban zostało w zniszczone w 80 procentach i odcięte od świata. Na wyspie Samar żywioł zabił co najmniej 300 osób. Także w mieście Basey potwierdzono śmierć 300 osób, a kolejnych 2000 zostało uznanych za zaginione. W Wietnamie zginęło 14 osób, a w Chinach – 6.
Tajfun nawiedził też obszary dotknięte przez trzęsienie ziemi, jakie niecały miesiąc wcześniej, 15 października 2013 wystąpiło na wyspie Bohol. W wyniku wstrząsu zginęły 222 osoby, prawie tysiąc zostało rannych, a 8 uznano za zaginione.
Zniszczenia zostały spowodowane nie tylko przez bardzo silny wiatr, ale także powodzie, wywołane przez duży przypływ sztormowy. Fale wdzierały się daleko w ląd, niszcząc to, co napotkały na swej drodze.

## Pomoc międzynarodowa
Po przejściu tajfunu wybuchła panika. Brakowało wody pitnej, żywności i namiotów dla poszkodowanych. Dodatkowo obawiano się kradzieży ze strony szabrowników. Dochodziło również do okradania sklepów i magazynów przez ludzi, którzy nie mieli środków do życia.
Wiele krajów udzieliło jednak pomocy humanitarnej. Niedługo po przejściu tajfunu wysłano ekipy z Chin, Japonii, Australii i Stanów Zjednoczonych. Zorganizowano też zbiórki pieniędzy dla potrzebujących.